# Fedcupový tým Brazílie
Tým Brazílie v Billie Jean King Cupu reprezentuje Brazílii v tenisové soutěži ženských týmů od roku 1965 pod vedením národního svazu, Confederação Brasileira de Tênis. Nejlepším výsledkem jsou čtvrtfinálové účasti z let 1965 a 1982. Týmové statistiky vede bývalá hráčka první světové padesátky Patricia Medradová.

## Statistiky
Hráčským týmovým statistikám vévodí bývalá členka první světové padesátky Patricia Medradová, která vyhrála celkově 30 utkání, včetně nejvyššího počtu 18 dvouher a odehrála 39 mezistátních zápasů. Do prvního střetnutí nastoupila v ročníku 1975 proti Itálii a kariéru završila zápasem s Indonésií v roce 1989. Nejvíce let odehrála právě Medradová, když zasáhla do třinácti ročníků soutěže.
Minimálně dvacet vyhraných zápasů, vedle 30 vítězství Medradové, zaznamenaly Maria Fernanda Alvesová, Joana Cortezová, Vanessa Mengová, Teliana Pereirová a Beatriz Haddad Maiová. V 15 letech a 247 dnech se Haddad Maiová stala nejmladší Brazilkou, která zasáhla do soutěže, když v únoru 2012 nastoupila do 1. skupiny americké zóny proti Venezuele. Naopak jako nejstarší utkání odehrála grandslamová šampionka Maria Buenová v 37 letech a 245 dnech, když zasáhla do červnového 2. kola Poháru federace 1977 proti Austrálii.
Nejdelší brazilské utkání trvalo 3 hodiny a 16 minut. V 1. skupině americké zóny 2012 v něm Vivian Segniniová porazila Kolumbijku Catalino Castañovou po třísetovém průběhu 6–3, 5–7 a 7–6. Nejvyšší počet 127 gamů Brazilky odehrály ve světové baráži 2021 proti Polsku, s výsledkem 2:3. Tři z pěti utkání v Bytomi mělo třísetový průběh. Obrat se stavu 0:2  či 1:2 na zápasy se Brazílii nikdy nepodařil.

## Historie
Brazílie vstoupila do soutěže Pohárem federace 1965 v melbournském Kooyong Clubu. Po volném losu podlehla ve čtvrtfinále Francii 1:2 na zápasy. Až do této fáze se opět probojovala v roce 1982, když v kalifornské Santa Claře porazila Francii a Hongkong, než ji vyřadily pozdější americké šampionky.
Do zániku formátu světových skupin v roce 2021 postoupila Brazílie v letech 2003, 2004 a 2019 z kontinentální americké zóny do baráže o účast v jedné ze světových skupin. V ročnících 2003 a 2004 ji do Světové skupiny nepustilo Chorvatsko a v roce 2019 do druhé světové skupiny pak Slovensko.

## Chronologie výsledků

### 2020–2029
| Rok  | soutěž                        | datum              | místo                   | povrch     | soupeř      | skóre | výsledek |
| ---- | ----------------------------- | ------------------ | ----------------------- | ---------- | ----------- | ----- | -------- |
| 2021 | Kvalifikační kolo             | 7.–8. února 2020   | Florianópolis, Brazílie | antuka     | Německo     | 0–4   | prohra   |
| 2021 | Kvalifikační kolo, baráž      | 16.–17. dubna 2021 | Bytom, Polsko           | tvrdý (h)  | Polsko      | 2–3   | prohra   |
| 2022 | Americká zóna, 1. skupina     | 13. dubna          | Salinas, Ekvádor        | tvrdý      | Guatemala   | 3–0   | výhra    |
| 2022 | Americká zóna, 1. skupina     | 14. dubna          | Salinas, Ekvádor        | tvrdý      | Argentina   | 2–1   | výhra    |
| 2022 | Americká zóna, 1. skupina     | 15. dubna          | Salinas, Ekvádor        | tvrdý      | Kolumbie    | 3–0   | výhra    |
| 2022 | Americká zóna, zápas o postup | 16. dubna          | Salinas, Ekvádor        | tvrdý      | Chile       | 2–0   | výhra    |
| 2022 | Kvalifikační kolo, baráž      | 11.–12. listopadu  | Tucumán, Argentina      | antuka     | Argentina   | 3–1   | výhra    |
| 2023 | Kvalifikační kolo             | 14.–15. dubna      | Stuttgart, Německo      | antuka (h) | Německo     | 1–3   | prohra   |
| 2023 | Světová baráž                 | 10.–11. listopadu  | Brasília, Brazílie      | antuka     | Jižní Korea | 4–0   | výhra    |
| 2024 | Kvalifikační kolo             | 12.–13. dubna      | São Paulo, Brazílie     | antuka (h) | Německo     | 1–3   | prohra   |
| 2024 | Světová baráž                 | 15.–16. listopadu  | São Paulo, Brazílie     | antuka (h) | Argentina   | 3–2   | výhra    |
| 2025 | Kvalifikační kolo             | 10. dubna          | Ostrava, Česko          | tvrdý (h)  | Česko       | 1–2   | prohra   |
| 2025 | Kvalifikační kolo             | 11. dubna          | Ostrava, Česko          | tvrdý (h)  | Španělsko   |       |          |

## Složení týmu
| Rok  | Členky týmu           | Členky týmu       | Členky týmu       | Členky týmu               |
| ---- | --------------------- | ----------------- | ----------------- | ------------------------- |
| 2021 | Gabriela Céová        | Teliana Pereirová | Laura Pigossiová  | Carolina Alvesová         |
| 2021 | Luisa Stefaniová      | —                 | —                 | —                         |
| 2022 | Beatriz Haddad Maiová | Laura Pigossiová  | Carolina Alvesová | Ingrid Gamarra Martinsová |
| 2022 | Luisa Stefaniová      | Gabriela Céová    | Rebeca Pereirová  | —                         |
| 2023 | Beatriz Haddad Maiová | Laura Pigossiová  | Carolina Alvesová | Ingrid Gamarra Martinsová |
| 2023 | Luisa Stefaniová      | —                 | —                 | —                         |
| 2024 | Beatriz Haddad Maiová | Laura Pigossiová  | Carolina Alvesová | Ingrid Gamarra Martinsová |
| 2024 | Luisa Stefaniová      | —                 | —                 | —                         |
| 2025 | Beatriz Haddad Maiová | Laura Pigossiová  | Luiza Fullanová   | Ana Candiottová           |
| 2025 | Luisa Stefaniová      | —                 | —                 | —                         |